# بانو اوتولاین مورل
بانو اوتولاین ویولت آن مورل (۱۸۷۳–۱۹۳۸) یک زن اشراف‌زاده و هنردوست انگلیسی بود. او را به جهت ارتباط بلند مدتی که با برتراند راسل داشت می‌شناسند.

## زندگی و روابط
اوتولاین که هنوز با شوهرش زندگی می‌کرد و با برتراند راسل رابطه داشت، روابطی با نقاشی به نام هنری لمب و یک منتقد هنری –اتولاین هنر را دوست داشت- به نام راجر فرای برقرار کرده بود. راسل که در ابتدا انتظار داشت اتولاین به خاطر او همه چیز –حتی دخترش- را ول کند ناامید شد. اتولاین که زنی با اراده، اما کمتر از راسل خودمدار بود، نمی‌خواست ازدواجش را خراب کند. با این حال، او و راسل تا آخر عمر اوتولاین با هم ماندند و بیش از ۲۰۰۰ نامه به هم نوشتند.